# ジャン＝クリストフ・マイヨー

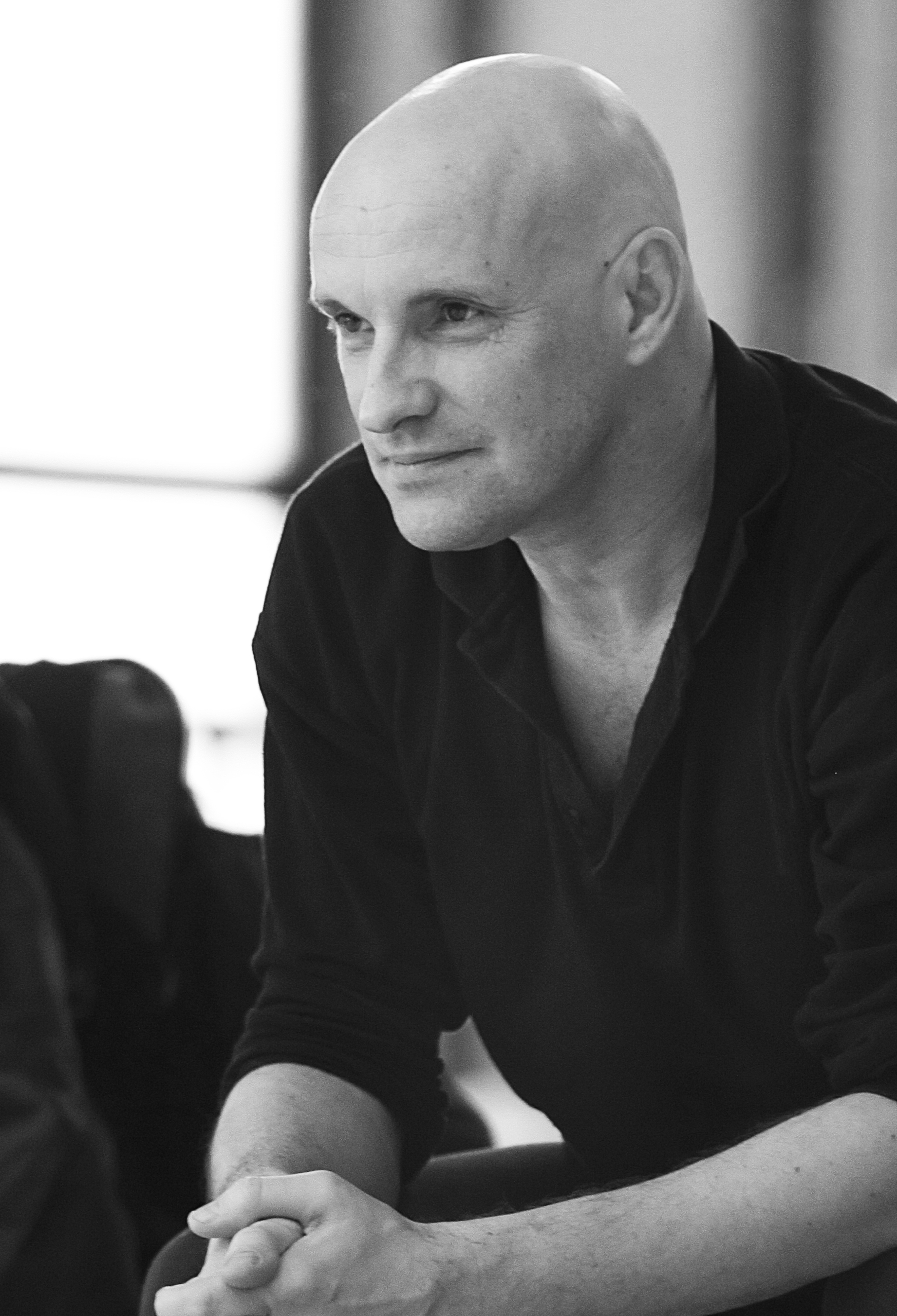
ジャン＝クリストフ・マイヨー、2010年。

ジャン＝クリストフ・マイヨー（Jean-Christophe Maillot、1960年8月31日 - ）は、フランス・トゥール出身のバレエダンサー・バレエ指導者・振付家である。バレエダンサーとしてのキャリアを足の負傷のために断念した後、トゥール国立振付センターの芸術監督を経て1993年にモナコ公国モンテカルロ・バレエ団の芸術監督に就任した。モンテカルロ・バレエ団はマイヨーの作品群を始めとする豊富なレパートリーと、その美学を体現するベルニス・コピエテルスなどの有能なダンサーたちによって、ダンス界から注目を集めるカンパニーとなっている。

## 経歴
1960年、トゥールに生まれる。父は画家で舞台美術も手がけていて、マイヨーは強い影響を受けたと語っている。父はマイヨーにダンスを勧め、実兄のベルトランには音楽を勧めていたという。トゥールのコンセルヴァトワールでバレエとピアノを学び、カンヌにあるロゼラ・ハイタワーのバレエ学校に進んだ。
1977年にローザンヌ国際バレエコンクールでスカラシップ賞を獲得し、1978年にハンブルク・バレエ団に入団してソリストとなった。ハンブルク・バレエ団には4年間在籍したが、足の負傷のためにバレエダンサーとしてのキャリアを断念して故郷のトゥールに戻った。
故郷に戻ったマイヨーは振付家に転向し、その作品が認められて1983年から1989年の間トゥールのグラン・バレエ・デュ・テアトル、1989年から1993年まではその後身にあたるトゥール国立振付センターで振付家兼芸術監督を務めた。1993年、モナコ公国モンテカルロ・バレエ団の芸術監督に就任した。
就任後のマイヨーは、モンテカルロ・バレエ団のレパートリーにバレエ・リュスの有名な作品（『ポロヴェツ人の踊り』、『レ・シルフィード』、『火の鳥』など）を復活させることに着手した。その後にマイヨーは、バランシン、キリアン、フォーサイスなどのモダン・バレエ作品を上演し、さらに彼自身の作品を上演していった。マイヨーは定評のある大家の作品だけではなく、若手振付家の作品も積極的に取り上げる方針を打ち出していた。それは彼自身の言葉に拠れば、「ダンサーをダイナミックな状態に保つには必要なこと」という理由からであった。
マイヨーにとって、モンテカルロ・バレエ団のバレエダンサー、ベルニス・コピエテルスおよび同僚のバレエダンサー、ガエタン・モルロッティの2人は単なるダンサーではなくもっと重要な存在であった。『ダンスマガジン』2009年5月号のインタビューでマイヨーは「この2人はぼくと仕事をするとき、驚くべきことに、ぼくのアイディアをさらに遠くまで発展させてしまうのです」と評し、「ベルニスとガエタンは、ぼくの仕事から最高の質を引き出すのです」と発言していた。コピエテルスはマイヨーのこの発言に対して「いつも彼に驚きを与えてもらっていたから、彼に与えられた驚きをその通りにやるだけではなく、何か新たな驚きを付け加えたかったのです」と『ダンスマガジン』 2012年6月号のインタビューで答えていた。2人を始めとするモンテカルロ・バレエ団の有能なダンサーたちは、マイヨーに全幕物のグランド・バレエに挑戦する勇気を与えた。
マイヨーは古典バレエに新しい視点からの解釈や読み直しを試み、その方法論にジョン・ノイマイヤーとの共通点を指摘する意見がある。モンテカルロ・バレエ団に振り付けた全幕物のバレエ作品には、『ロミオとジュリエット』（1996年）、『シンデレラ』（1999年）、『ラ・ベル』（2001年）などが挙げられる。そのうち『ロミオとジュリエット』は、マイヨーがモンテカルロ・バレエ団に振り付けた初の全幕バレエ作品であった。この作品は成功を収め、マイヨーは振付家として世界的に認められ、モンテカルロ・バレエ団もダンス界から注目を集めるカンパニーとなった。オペラや演劇では常套手段となっていた抽象舞台（パネルなどを組み合わせただけの簡素な舞台装置や無彩色の衣装など）を演劇バレエに導入したのもマイヨーの功績であり、それによって「歴史へのレファレンスを薄めて物語に今日性を与える」のがその目的であった。
マイヨーの作品群は古典バレエの新解釈などによるグランド・バレエの他に、『アルトロ・カント I』（2006年）、『アルトロ・カント II』（2008年）のような抽象的な小品もある。フランス文学者の佐々木涼子は『ダンスマガジン』2009年5月号の舞台評でこの点に触れて、「振付家はふつう、アブストラクトな小品から始めて物語大作に向かうものだが、マイヨーの場合は逆の展開を見せているようだ」と評した。佐々木はマイヨーの小品について「緻密な振付には完成した美意識がある」と称賛している。
2000年にマイヨーは「モナコ・ダンス・フォーラム」を立ち上げ、その芸術監督を務めた。このフォーラムは公演、展覧会、ワークショップ、講演会を行うダンスの国際ショーケースを目的としたもので、モンテカルロ・バレエ団とプリンセス・グレース・クラシック・ダンス・アカデミーは定期的にこのフォーラムに参加している。2011年、モナコ公国のカロリーヌ公女のもと、マイヨーはバレエ団、アカデミー、フォーラムの3団体を統合し、創作と教育と普及を一つに結びつけたダンス芸術の方法論を実践している。
マイヨーは2013年にモンテカルロ・バレエ団芸術監督就任20年を迎え、12月に記念行事がモナコで開催された。2014年には、ボリショイ・バレエ団でウィリアム・シェイクスピアの喜劇『じゃじゃ馬ならし』の振付を手がけた。マイヨーがモンテカルロ・バレエ団以外のカンパニーに作品を創作したのは20年ぶりのことで、彼はこの作品のためにドミートリイ・ショスタコーヴィチの音楽を選んだ。ただし、その音楽は舞台用の音楽や交響曲などではなく映画音楽から選曲したもので、マイヨーはそれらの曲の中に「素顔の」ショスタコーヴィッチを見い出したという。さらにマイヨーは登場人物についても新たな知見を加え、じゃじゃ馬娘キャタリーナと無頼漢ペトルーチオの結婚にまつわる騒動は単なる「女性調教」のエピソードではなく「お互いのために必要な二人が出会う」話として読み替えた。『じゃじゃ馬ならし』は好評を持って迎えられ、同年12月にはモナコでもボリショイ・バレエ団によって上演された。
ボリショイ・バレエ団の他にもスウェーデン王立バレエ団、エッセン・バレエ団、ウィーン国立歌劇場バレエ団、韓国国立バレエ団、アトランタ・バレエ団などがマイヨーの作品をレパートリーに取り入れている。
マイヨーはその功績により、さまざまな賞や栄典を受けている。主なものとしてはモナコ文化勲章オフィシエ、フランスのレジオンドヌール勲章シュヴァリエがある。2005年にはモナコ大公アルベール2世からサン・シャルル勲章シュヴァリエを受け、2008年にはブノワ賞で最優秀振付家賞を受賞している。 
2022年3月、同年2月のロシアのウクライナ侵攻を受けて、これまで友好的な関係を築いてきたボリショイ・バレエ団に対し、2014年に振付を手掛けた『じゃじゃ馬ならし』上演権停止を発表。またウクライナへの人道支援、15歳以上のバレエダンサーのモンテカルロ・バレエ団（バレエ学校）への受け入れなどのアクションを起こすことを表明した。 

## 主な作品
以下のリストは、特記がない限りモンテカルロ・バレエ団初演である。
- 『中国の不思議な役人』（1987年）
- 『ロミオとジュリエット』（1996年）
- 『シンデレラ』（1999年）
- 『ル・ソンジュ』（2005年）[注釈 3]
- 『アルトロ・カント I』（2006年）[注釈 4]
- 『ファウスト』（2007年）
- 『アルトロ・カント II』（2008年）[注釈 3]
- 『ラ・ベル』（2011年）[21]
- 『LAC（湖）』（2011年）[22]
- 『くるみ割り人形カンパニー』（2013年）
- 『じゃじゃ馬ならし』（2014年、ボリショイ・バレエ団）